# Ectropis confusa
Ectropis confusa là một loài bướm đêm trong họ Geometridae.